# Vireolanius
Vireolanius és un gènere d'ocells de la família dels vireònids (Vireonidae ).

## Llistat d'espècies
Segons la Classificació del Congrés Ornitològic Internacional (versió 11.1, 2021) aquest gènere està format per 4 espècies:
- Vireolanius melitophrys - vireó botxí de collar.
- Vireolanius pulchellus - vireó botxí verd.
- Vireolanius eximius - vireó botxí cellagroc.
- Vireolanius leucotis - vireó botxí de coroneta grisa.